# 三城満禧
三城 満禧（みしろ みつよし、1934年4月27日 - ）は、日本の言語学者、ドイツ語学者、東京大学名誉教授。

## 来歴
現在の北朝鮮会寧市に生まれる。東京都立戸山高等学校卒、1958年東大独文科卒、同大学院修士課程修了、一橋大学助教授を経て、1972年東大教養学部助教授、1988年教授、1995年定年退官、名誉教授。『小学館独和大辞典』（1985）の共編で日本翻訳出版文化賞受賞。

## 翻訳
- 『若き詩人への手紙』（リルケ、集英社、世界文学全集） 1969
- 『ルカーチ著作集 第1 魂と形式』（川村二郎, 圓子修平共訳、白水社） 1969
- 『ドイツ悲劇の根源』（ヴァルター・ベンヤミン、川村二郎共訳、法政大学出版局） 1975
- 『言語学入門』（カール＝ディーター・ビュンティング、千石喬, 川島淳夫共訳、白水社） 1977